# Coleophora viettella
Coleophora viettella là một loài bướm đêm thuộc họ Coleophoridae. Nó được tìm thấy ở Ả Rập Xê Út, Các Tiểu Vương quốc Ả Rập Thống nhất và Tunisia.